# Edinburg (Maine)
Edinburg – miasto w Stanach Zjednoczonych, w stanie Maine, w hrabstwie Penobscot.